# San Marino en los Juegos Olímpicos de Pekín 2022
San Marino estuvo representado en los Juegos Olímpicos de Pekín 2022 por dos deportistas, un hombre y una mujer, que compitieron en esquí alpino.
Los portadores de la bandera en la ceremonia de apertura fueron los esquiadores alpino Matteo Gatti y Anna Torsani. El equipo olímpico sanmarinense no obtuvo ninguna medalla en estos Juegos.